# K League 1 de 2020
A K League 1 de 2020 foi a 38° temporada da principal divisão de futebol na Coréia do Sul desde o seu estabelecimento em 1983, com o nome de K League, e a terceira temporada com o atual nome, K League 1. O Jeonbuk Hyundai Motors é o atual campeão e defendeu o título nesse ano.
A temporada regular estava programada para começar no dia 29 de fevereiro e se encerrar no dia 4 de outubro, mas foi adiada devido à pandemia de COVID-19. A temporada da K League 1 está marcada para retornar no dia 8 de maio. No dia 24 de abril de 2020, a União de Futebol Profissional da Coreia do Sul (K League) confirmou que eles iriam adotar um plano de modificação para a temporada de 2020, com a temporada regular tendo 22 partidas e a Rodada Final tendo 5 partidas por equipe. O Sangju Sangmu será rebaixado para a K League 2 de 2021 juntamente com a equipe de pior colocação. Caso o Sangju Sangmu seja o último colocado, o penúltimo colocado irá disputar o play-off de rebaixamento contra o vencedor do play-off de promoção da K League 2 de 2020.
Nesta temporada, foi adicionada mais uma vaga para jogadores estrangeiros, sendo ela exclusiva para jogadores de países membros da ASEAN.

## Promoção e rebaixamento
Equipes rebaixadas para a K League 2 de 2020
- Gyeongnam FC
- Jeju United

Equipes promovidas da K League 2 de 2019
- Gwangju FC
- Busan IPark

## Equipes participantes por região
As seguintes 12 equipes irão disputar a K League 1 de 2020:
| Equipe                    | Cidade / Área | Treinador                 | Proprietário(s)                        | Patrocinador(es)                                 |
| ------------------------- | ------------- | ------------------------- | -------------------------------------- | ------------------------------------------------ |
| 0 Busan IPark             | 0 Busan       | Cho Deok-je               | Hyundai Development Company            | HDC Group                                        |
| 0 Daegu FC                | 0 Daegu       | Lee Byung-keun (interino) | Governo de Daegu, acionistas locais    | DGB Daegu Bank, AJIN Industrial Co., Ltd.        |
| 0 Gangwon FC              | 0 Gangwon     | Kim Byung-soo             | Governo de Gangwon, acionistas locais  | Gangwon Land                                     |
| 0 Gwangju FC              | 0 Gwangju     | Park Jin-sub              | Governo de Gwangju, acionistas locais  |                                                  |
| 0 Incheon United          | 0 Incheon     | Lim Wan-sup               | Governo de Incheon, acionistas locais  | Shinhan Bank, Aeroporto Internacional de Incheon |
| 0 Jeonbuk Hyundai Motors  | 0 Jeonbuk     | José Morais               | Hyundai Motor Company                  | Hyundai Motor Company, Hummel                    |
| 0 Pohang Steelers         | 0 Pohang      | Kim Gi-dong               | POSCO                                  | POSCO, Pohang City Hall                          |
| 0 Sangju Sangmu           | 0 Sangju      | Kim Tae-wan               | Korea Armed Forces Athletic Corps      |                                                  |
| 0 Seongnam FC             | 0 Seongnam    | Kim Nam-il                | Governo de Seongnam, acionistas locais |                                                  |
| 0 FC Seoul                | 0 Seoul       | Choi Yong-soo             | GS Group                               | GS Shop                                          |
| 0 Suwon Samsung Bluewings | 0 Suwon       | Lee Lim-saeng             | Cheil Worldwide na Samsung             | Samsung, Deutsch Motors                          |
| 0 Ulsan Hyundai           | 0 Ulsan       | Kim Do-hoon               | Hyundai Heavy Industries               | Hyundai Oil Bank, Hyundai Heavy Industries       |

### Estádios
| Busan IPark          | Daegu FC             | Gangwon FC                                      | Gwangju FC                                                    | Incheon United           | Jeonbuk Hyundai Motors       |
| -------------------- | -------------------- | ----------------------------------------------- | ------------------------------------------------------------- | ------------------------ | ---------------------------- |
| Busan Gudeok Stadium | DGB Daegu Bank Park  | Chuncheon Songam Leports Town Gangneung Stadium | Gwangju World Cup Stadium Gwangju World Cup Auxiliary Stadium | Incheon Football Stadium | Jeonju World Cup Stadium     |
| Capacidade: 12.349   | Capacidade: 12.415   | Capacidade: 20.000 22.333                       | Capacidade: 40.245 12.000                                     | Capacidade: 20.891       | Capacidade: 42.477           |
|                      |                      |                                                 |                                                               |                          |                              |
| Pohang Steelers      | Sangju Sangmu        | Seongnam FC                                     | FC Seoul                                                      | Suwon Samsung Bluewings  | Ulsan Hyundai                |
| Pohang Steel Yard    | Sangju Civic Stadium | Tancheon Stadium                                | Seoul World Cup Stadium                                       | Suwon World Cup Stadium  | Ulsan Munsu Football Stadium |
| Capacidade: 17.443   | Capacidade: 15.042   | Capacidade: 16.146                              | Capacidade: 66.704                                            | Capacidade: 43.959       | Capacidade: 44.102           |
|                      |                      |                                                 |                                                               |                          |                              |

### Jogadores estrangeiros
Há uma rigorosa restrição no número de jogadores estrangeiros de no máximo 5 jogadores por equipe, incluindo uma vaga destinada para um jogador de um país da AFC e outra para um jogador de um país da ASEAN. Uma equipe pode usar 5 jogadores estrangeiros em campo, sendo pelo menos um deles um jogador de um país da AFC.
| Equipe                  | Jogador 1          | Jogador 2            | Jogador 3            | Jogador da AFC     | Jogador da ASEAN |
| ----------------------- | ------------------ | -------------------- | -------------------- | ------------------ | ---------------- |
| Busan IPark             | Gustavo Vintecinco | Rômulo               | Jonatan Reis         | Dostonbek Tursunov |                  |
| Daegu FC                | Cesinha            | Edgar                | Dejan Damjanović     | Tsubasa Nishi      |                  |
| Gangwon FC              |                    |                      |                      | Takahiro Nakazato  |                  |
| Gwangju FC              | Felipe             | Willyan              | Marco Ureña          | Rustam Ashurmatov  |                  |
| Incheon United          | Gordan Bunoza      | Stefan Mugoša        | Lanre Kehinde        | Rashid Mahazi      |                  |
| Jeonbuk Hyundai Motors  | Murilo Henrique    | Lars Veldwijk        |                      | Takahiro Kunimoto  |                  |
| Pohang Steelers         | Manuel Palacios    | Stanislav Iljutcenko | Aleksandar Paločević | Brandon O'Neill    |                  |
| Seongnam FC             | Igor Jovanović     | Tomislav Kiš         |                      | Jamshid Iskanderov |                  |
| FC Seoul                | Adriano            | Osmar                | Aleksandar Pešić     | Ikromjon Alibaev   |                  |
| Suwon Samsung Bluewings | Terry Antonis      | Sulejman Krpić       | Doneil Henry         | Adam Taggart       |                  |
| Ulsan Hyundai           | Júnior Negão       | Dave Bulthuis        | Bjørn Maars Johnsen  | Jason Davidson     |                  |

## Tabela
| Pos | Equipe                         | J  | V  | E  | D  | GM | GC | SD  | Pts | Qualificação e rebaixamento                                           |
| --- | ------------------------------ | -- | -- | -- | -- | -- | -- | --- | --- | --------------------------------------------------------------------- |
| 1   | Jeonbuk Hyundai Motors (C),(Q) | 27 | 19 | 3  | 5  | 46 | 21 | +25 | 60  | Qualificado para a fase de grupos da Liga dos Campeões da AFC de 2021 |
| 2   | Ulsan Hyundai (Q)              | 27 | 17 | 6  | 4  | 54 | 23 | +31 | 57  | Qualificado para a fase de grupos da Liga dos Campeões da AFC de 2021 |
| 3   | Pohang Steelers (Q)            | 27 | 15 | 5  | 7  | 56 | 35 | +21 | 50  | Qualificado para o play-off da Liga dos Campeões da AFC de 2021       |
| 4   | Sangju Sangmu (R)              | 27 | 13 | 5  | 9  | 34 | 36 | -2  | 44  | Rebaixado para a K League 2                                           |
| 5   | Daegu FC (Q)                   | 27 | 10 | 8  | 9  | 43 | 39 | +4  | 38  | Qualificado para o play-off da Liga dos Campeões da AFC de 2021       |
| 6   | Gwangju FC                     | 27 | 6  | 7  | 14 | 32 | 46 | −14 | 25  |                                                                       |
|     |                                |    |    |    |    |    |    |     |     |                                                                       |
| 7   | Gangwon FC                     | 27 | 9  | 7  | 11 | 36 | 41 | −5  | 34  |                                                                       |
| 8   | Suwon Samsung Bluewings        | 27 | 8  | 7  | 12 | 27 | 30 | −3  | 31  |                                                                       |
| 9   | FC Seoul                       | 27 | 8  | 5  | 14 | 23 | 44 | −21 | 29  |                                                                       |
| 10  | Seongnam FC                    | 27 | 7  | 7  | 13 | 24 | 37 | −13 | 28  |                                                                       |
| 11  | Incheon United                 | 27 | 7  | 6  | 14 | 25 | 35 | −10 | 27  |                                                                       |
| 12  | Busan IPark (R)                | 27 | 5  | 10 | 12 | 25 | 38 | −13 | 25  | Rebaixado para a K League 2                                           |

Regras para classificação: 1) pontos; 2) gols marcados; 3) saldo de gols; 4) vitórias; 5) confronto direto. 
(R) Rebaixado;

## Desempenho por rodada
Líder e qualificado para a fase de grupos da Liga dos Campeões da AFC

      Qualificado para a fase de grupos da Liga dos Campeões da AFC

      Qualificado para o play-off da Liga dos Campeões da AFC

      Qualificado para o play-off de rebaixamento

      Rebaixado para a K League 2

### Rodadas 1-22
|                         | 1  | 2  | 3  | 4  | 5  | 6  | 7  | 8  | 9  | 10 | 11 | 12 | 13 | 14 | 15 | 16 | 17 | 18 | 19 | 20 | 21 | 22 |
| ----------------------- | -- | -- | -- | -- | -- | -- | -- | -- | -- | -- | -- | -- | -- | -- | -- | -- | -- | -- | -- | -- | -- | -- |
| Ulsan Hyundai           | 1  | 1  | 2  | 2  | 2  | 2  | 2  | 2  | 2  | 2  | 1  | 1  | 1  | 1  | 1  | 1  | 1  | 1  | 1  | 1  | 1  | 1  |
| Jeonbuk Hyundai Motors  | 5  | 2  | 1  | 1  | 1  | 1  | 1  | 1  | 1  | 1  | 2  | 2  | 2  | 2  | 2  | 2  | 2  | 2  | 2  | 2  | 2  | 2  |
| Pohang Steelers         | 3  | 3  | 6  | 4  | 6  | 4  | 5  | 5  | 5  | 5  | 4  | 4  | 3  | 5  | 4  | 4  | 5  | 4  | 4  | 4  | 4  | 3  |
| Sangju Sangmu FC        | 12 | 7  | 4  | 6  | 5  | 6  | 4  | 3  | 3  | 3  | 3  | 3  | 4  | 4  | 3  | 3  | 3  | 3  | 3  | 3  | 3  | 4  |
| Daegu FC                | 6  | 8  | 9  | 9  | 8  | 5  | 6  | 4  | 4  | 4  | 5  | 5  | 5  | 3  | 5  | 5  | 4  | 5  | 5  | 5  | 5  | 5  |
| Gwangju FC              | 10 | 12 | 12 | 12 | 10 | 8  | 7  | 7  | 7  | 8  | 9  | 9  | 10 | 8  | 10 | 10 | 10 | 7  | 7  | 7  | 8  | 6  |
| FC Seoul                | 9  | 6  | 3  | 7  | 7  | 9  | 10 | 11 | 9  | 9  | 10 | 11 | 11 | 11 | 8  | 6  | 6  | 8  | 9  | 6  | 7  | 7  |
| Gangwon FC              | 2  | 5  | 7  | 5  | 3  | 3  | 3  | 6  | 6  | 7  | 6  | 7  | 6  | 6  | 7  | 8  | 8  | 6  | 6  | 9  | 6  | 8  |
| Seongnam FC             | 3  | 4  | 5  | 3  | 4  | 7  | 9  | 9  | 8  | 11 | 11 | 8  | 8  | 9  | 6  | 7  | 9  | 10 | 8  | 8  | 9  | 9  |
| Busan IPark             | 10 | 11 | 11 | 10 | 11 | 11 | 11 | 10 | 11 | 6  | 7  | 6  | 7  | 7  | 9  | 9  | 7  | 9  | 10 | 10 | 10 | 10 |
| Suwon Samsung Bluewings | 8  | 10 | 8  | 8  | 9  | 10 | 8  | 8  | 10 | 10 | 8  | 10 | 9  | 10 | 11 | 11 | 11 | 11 | 11 | 11 | 11 | 11 |
| Incheon United          | 6  | 9  | 10 | 11 | 12 | 12 | 12 | 12 | 12 | 12 | 12 | 12 | 12 | 12 | 12 | 12 | 12 | 12 | 12 | 12 | 12 | 12 |

### Rodadas 22-27
|                         | 23 | 24 | 25 | 26 | 27 |
| ----------------------- | -- | -- | -- | -- | -- |
| Jeonbuk Hyundai Motors  | 2  | 2  | 2  | 1  | 1  |
| Ulsan Hyundai           | 1  | 1  | 1  | 2  | 2  |
| Pohang Steelers         | 3  | 3  | 3  | 3  | 3  |
| Sangju Sangmu FC        | 4  | 4  | 4  | 4  | 4  |
| Daegu FC                | 5  | 5  | 5  | 5  | 5  |
| Gwangju FC              | 6  | 6  | 6  | 6  | 6  |
|                         |    |    |    |    |    |
| Gangwon FC              | 7  | 7  | 7  | 7  | 7  |
| Suwon Samsung Bluewings | 9  | 8  | 8  | 9  | 8  |
| FC Seoul                | 8  | 9  | 9  | 8  | 9  |
| Seongnam FC             | 10 | 11 | 11 | 11 | 10 |
| Incheon United          | 11 | 12 | 12 | 12 | 11 |
| Busan IPark             | 12 | 10 | 10 | 10 | 12 |

## Resultados

### Rodadas 1-22
|                         | BSI | DGU | GWN | GJU | ICU | JHM | PHS | SJS | SFC | SEO | SSB | USH |
| ----------------------- | --- | --- | --- | --- | --- | --- | --- | --- | --- | --- | --- | --- |
| Busan IPark             | —   | 2–2 | 1–2 | 0–0 | 0–0 | 1–2 | 2–1 | 1–1 | 1–1 | 2–0 | 0–0 | 1–2 |
| Daegu                   | 3–0 | —   | 2–1 | 4–6 | 0–1 | 0–2 | 1–1 | 1–1 | 3–2 | 6–0 | 3–1 | 1–3 |
| Gangwon                 | 2–4 | 0–0 | —   | 4–1 | 2–3 | 1–0 | 0–3 | 2–2 | 1–1 | 3–1 | 1–2 | 0–3 |
| Gwangju                 | 3–1 | 2–1 | 2–2 | —   | 2–1 | 3–3 | 0–2 | 0–1 | 0–2 | 0–0 | 0–1 | 1–1 |
| Incheon United          | 0–1 | 0–0 | 1–2 | 1–3 | —   | 1–1 | 1–4 | 1–1 | 0–2 | 1–0 | 1–0 | 0–1 |
| Jeonbuk Hyundai Motors  | 2–0 | 2–0 | 1–2 | 1–0 | 1–0 | —   | 2–1 | 2–1 | 2–2 | 3–0 | 1–0 | 2–1 |
| Pohang Steelers         | 2–0 | 3–2 | 2–0 | 1–1 | 1–1 | 1–2 | —   | 4–3 | 2–1 | 1–2 | 1–1 | 0–4 |
| Sangju Sangmu           | 2–0 | 2–0 | 2–0 | 1–0 | 3–1 | 1–0 | 2–4 | —   | 0–0 | 1–0 | 1–0 | 1–5 |
| Seongnam                | 1–1 | 1–2 | 0–0 | 0–2 | 0–0 | 2–0 | 0–4 | 0–1 | —   | 1–2 | 0–2 | 1–2 |
| Seoul                   | 1–1 | 0–0 | 2–0 | 1–0 | 1–0 | 1–4 | 1–3 | 2–1 | 0–1 | —   | 2–1 | 0–2 |
| Suwon Samsung Bluewings | 3–1 | 0–1 | 2–2 | 0–1 | 1–0 | 1–3 | 0–0 | 0–1 | 0–1 | 3–3 | —   | 2–3 |
| Ulsan Hyundai           | 1–1 | 1–1 | 1–0 | 1–1 | 4–1 | 0–2 | 2–0 | 4–0 | 1–0 | 3–0 | 0–0 | —   |

### Rodadas Final 23-27
Os times de cada um dos grupos vão jogar entre si uma única vez cada.
|                        | DGU | GJU | JHM | PHS | SJS | USH |
| ---------------------- | --- | --- | --- | --- | --- | --- |
| Daegu                  | —   | -   | -   | 3–2 | -   | 2–2 |
| Gwangju                | 0–1 | —   | -   | -   | 0–1 | -   |
| Jeonbuk Hyundai Motors | 2–0 | 4–1 | —   | 0–1 | -   | -   |
| Pohang Steelers        | -   | 5–3 | -   | —   | 3–1 | 4–0 |
| Sangju Sangmu          | 2–1 | -   | 0–1 | -   | —   | -   |
| Ulsan Hyundai          | -   | 3–0 | 0–1 | -   | 4–1 | —   |

|                         | BSI | GWN | ICU | SFC | SEO | SSB |
| ----------------------- | --- | --- | --- | --- | --- | --- |
| Busan IPark             | —   | 0–2 | -   | -   | -   | 0–0 |
| Gangwon                 | -   | —   | 3–1 | 2–1 | -   | 1–2 |
| Incheon United          | 2–1 | -   | —   | -   | -   | 0–1 |
| Seongnam                | 2–1 | -   | 0–6 | —   | 0–1 | -   |
| Seoul                   | 1–2 | 1–1 | 0–1 | -   | —   | -   |
| Suwon Samsung Bluewings | -   | -   | -   | 1–2 | 3–1 | —   |

## Estatísticas da temporada

### Artilheiros
Fonte: 
Atualizado em 01 de novembro de 2020
| Pos. | Jogador              | Equipe                  | Gols |
| ---- | -------------------- | ----------------------- | ---- |
| 1    | Júnior Negão         | Ulsan Hyundai           | 26   |
| 2    | Stanislav Iljutcenko | Pohang Steelers         | 19   |
| 3    | Cesinha              | Daegu FC                | 18   |
| 4    | Aleksandar Paločević | Pohang Steelers         | 14   |
| 5    | Stefan Mugoša        | Incheon United          | 12   |
| 5    | Felipe               | Gwangju FC              | 12   |
| 7    | Han Kyo-won          | Jeonbuk Hyundai Motors  | 11   |
| 8    | Song Min-kyu         | Pohang Steelers         | 10   |
| 9    | Dejan Damjanović     | Daegu FC                | 9    |
| 9    | Adam Taggart         | Suwon Samsung Bluewings | 9    |
| 9    | Kim Ji-hyeon         | Gangwon FC              | 9    |

## Prêmios

### Melhor jogador da rodada
| R  | MVP                  | Equipe                 |
| -- | -------------------- | ---------------------- |
| 1  | Júnior Negão         | Ulsan Hyundai          |
| 2  | Júnior Negão         | Ulsan Hyundai          |
| 3  | Kang Sang-woo        | Sangju Sangmu          |
| 4  | Stanislav Iljutcenko | Pohang Steelers        |
| 5  | Lee Chung-yong       | Ulsan Hyundai          |
| 6  | Stanislav Iljutcenko | Pohang Steelers        |
| 7  | Kim Min-hyeok        | Jeonbuk Hyundai Motors |
| 8  | Cesinha              | Daegu FC               |
| 9  | Takahiro Kunimoto    | Jeonbuk Hyundai Motors |
| 10 | Lee Dong-jun         | Busan IPark            |
| 11 | Júnior Negão         | Ulsan Hyundai          |
| 12 | Oh Se-hun            | Sangju Sangmu          |
| 13 | Lee Seung-gi         | Jeonbuk Hyundai Motors |
| 14 | Um Won-sang          | Gwangju FC             |

| R  | MVP                  | Equipe                  |
| -- | -------------------- | ----------------------- |
| 15 | Na Sang-ho           | Seongnam FC             |
| 16 | Han Seung-gyu        | FC Seoul                |
| 17 | Kim Jin-su           | Jeonbuk Hyundai Motors  |
| 18 | Felipe               | Gwangju FC              |
| 19 | Stefan Mugoša        | Incheon United          |
| 20 | Song Min-kyu         | Pohang Steelers         |
| 21 | Dejan Damjanović     | Daegu FC                |
| 22 | Aleksandar Paločević | Pohang Steelers         |
| 23 | Adam Taggart         | Suwon Samsung Bluewings |
| 24 | Jung Seung-hyun      | Ulsan Hyundai           |
| 25 | Stanislav Iljutcenko | Pohang Steelers         |
| 26 | Cesinha              | Daegu FC                |
| 27 | Hong Si-hoo          | Seongnam FC             |

### Prêmios mensais
| Mês      | Jogador do mês       | Jogador do mês  | Treinador do mês | Treinador do mês       | Treinador do mês | Gol do mês      | Gol do mês              |
| Mês      | Jogador              | Equipe          | Treinador        | Equipe                 | Divisão          | Jogador         | Equipe                  |
| -------- | -------------------- | --------------- | ---------------- | ---------------------- | ---------------- | --------------- | ----------------------- |
| Maio     | Júnior Negão         | Ulsan Hyundai   | Kim Nam-il       | Seongnam FC            | K League 1       | Cho Jae-wan     | Gangwon FC              |
| Junho    | Cesinha              | Daegu FC        | José Morais      | Jeonbuk Hyundai Motors | K League 1       | Cesinha         | Daegu FC                |
| Julho    | Júnior Negão         | Ulsan Hyundai   | Kim Do-hoon      | Ulsan Hyundai          | K League 1       | Lee Dong-gyeong | Ulsan Hyundai           |
| Agosto   | Moon Seon-min        | Sangju Sangmu   | Nam Ki-il        | Jeju United            | K League 2       | Moon Seon-min   | Sangju Sangmu           |
| Setembro | Stefan Mugoša        | Incheon United  | Kim Gi-dong      | Pohang Steelers        | K League 1       | Adam Taggart    | Suwon Samsung Bluewings |
| Outubro  | Stanislav Iljutcenko | Pohang Steelers | Nam Ki-il        | Jeju United            | K League 2       | Hong Si-hoo     | Seongnam FC             |